# Дегустация виски
Дегустация виски (англ. whisky tasting) — разновидность дегустации, предполагающая анализ виски посредством визуального осмотра, проб на вкус и аромат. Дегустации виски часто проводятся в группах.

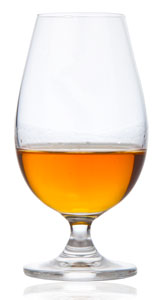
Бокал виски для дегустации

## Бокал для дегустации
Выбор бокала важен при серьёзной дегустации виски. Наименее подходящим является традиционный стакан из-за его большой горловины, приводящей к улетучиванию паров, и нежелательному нагреванию жидкости рукой. Общепринятым отраслевым стандартом бокалов для дегустации виски является форма тюльпана на ножке, например, бокал для хереса или копита. Ещё один популярный бокал для виски — «гленкэрн» (часто гленкерн, Glencairn). Другие специально изготовленные бокалы для дегустации включают крышку для сохранения ароматов.

## Дегустация
Хотя для дегустации виски не существует какой-либо формализованной процедуры, чаще всего процесс разбивается на следующие этапы.

### Визуальный анализ
Бокал для виски держат под углом 45 градусов, часто на белом фоне, чтобы получить чёткое представление о цвете. Глубина цвета во многом определяется бочкой, в которой выдерживался виски, например, испанский и европейский дуб придают гораздо больше цвета, чем американский белый дуб. Светлый цвет также может указывать на бочку, которая использовалась повторно несколько раз. Золотой цвет может быть результатом использования бочки, ранее содержавшей бурбон, а бочка из-под хереса придаёт виски медный цвет. Цвет также может указывать на возраст виски, степень созревания спирта и добавление каких-либо искусственных красителей. Однако в последнем случае может быть обнаружен аромат карамели, которая часто используется для окрашивания виски.
После первоначального вдыхания паров виски перемешивают так, что бы он поднимался по краям бокала, после чего ему дают стечь. Интенсивность паров и время, в течение которого они сохраняются, укажут на силу и уровень воздействия бочки. Воздействие бочки важнее степени зрелости самого виски. Во время повторения процесса, после добавления воды, появление тумана будет указывать на то, что охлаждающая фильтрация не была произведена.

### Аромат
Спирт вдыхают, чтобы можно было исследовать аромат. Нос следует расположить несколько выше края, затем следует постепенно приближать его к стакану, чтобы уловить полный аромат. В зависимости от крепости анализируемого спирта рекомендуется не приближать нос слишком близко к стакану и сразу глубоко вдыхать — иначе возможен ожёг слизистой носа от паров. Это касается в отношении спиртных напитков бочковой крепости 60 %. Стандартная крепость 40 % вряд ли повлияет на нос таким образом. После этого следует сделать глубокий вдох с открытым ртом, что даст эффект «раскрытия» нёба и облегчит улавливание ароматов. Затем бокал вращают, нагревая виски рукой и процесс повторяют.

### Вкус
Виски пробуют, сначала немного, а затем в бо́льших количествах, при этом спирт перемещается по языку и его медленно глотают. Цель первой дегустации — оценить текстуру, в то время как последующих дегустаций — проанализировать вкус и запахи. Во второй дегустации определяются основные вкусовые качества. Их всего пять, распознаваемых языком: соленый, сладкий, кислый, горький и умами (острый); другие «вкусы» — это ароматы, которые улавливаются задней частью носового прохода.

## Дополнительная информация
При желании весь процесс можно повторить с добавлением небольшого количества воды, что изменит вкусовой профиль спирта, так как вода расщепляет жирные эфиры виски, высвобождая запертый внутри аромат. Вода должна быть комнатной температуры; использование охлаждённой воды или льда для дегустации виски приводит к потере вкуса. Воду следует добавлять по нескольку капель, чтобы виски не потеряло аромат и вкус. Виски придаётся наибольший аромат при разбавлении до 20-30 % крепости.